# Спілка мертвих поетів
«Спілка мертвих поетів» (англ. Dead Poets Society) — американська драма 1989 року режисера Пітера Віра за сценарієм Тома Шульмана. Дія фільму розгортається у 1959 році у вигаданій елітній школі-інтернаті «Welton Academy», й розповідає про вчителя англійської мови та літератури Джона Кітінга (Робін Вільямс), який надихає своїх учнів змінити хоч щось у своєму житті й пробуджує у них інтерес до поезії та літератури. Дія фільму відбувається у підготовчій школі міста Велтон у штаті Вермонт. Натхненні учні досліджують шкільні роки самого Кіттінга, й відроджують «Спілку мертвих поетів», до якої свого часу входив їх вчитель.
Фільм вийшов у прокат 2 червня 1989 року й мав успіх у критиків й показав комерційний успіх (у світовому прокаті зібрав 235 мільйонів доларів, став п’ятим найкасовішим фільмом 1989 року та отримав загалом позитивні відгуки критиків). Фільм отримав численні нагороди, в тому числі номінації на премію «Оскар» за найкращий фільм та найкращу режисуру, а також номінацію за найкращу чоловічу роль для Вільямса; отримав премію BAFTA за найкращий фільм, премію «Сезар» за найкращий іноземний фільм та премію «Давид ді Донателло» за найкращий іноземний фільм. За свою роботу Шульман отримав премію «Оскар» за найкращий оригінальний сценарій.
Станом на 1 березня 2024 року фільм посідає 196 позицію у списку 250 кращих фільмів за версією IMDb.

## Сюжет
Свій молодший курс середньої школи в академії Велтон, підготовчій школі-інтернаті для чоловіків у Вермонті Тодд Андерсон починає 1959 року. Його сусід  по кімнаті – один з найперспективніших учнів Велтона, Ніл Перрі-старший, через якого знайомиться зі своїми новими друзями. Разом сім юнаків: Ніл Перрі (Роберт Шон Леонард), Тод Ендерсон (Ітан Гоук), Нокс Оверстріт (Джош Чарльз), Чарлі Далтон (Ґейл Гансен), Річард Кемерон (Ділан Кассман), Стівен Мікс (Аллелон Руджеро) та Джерард Піттс (Джеймс Вотерстон) – учні престижної школи, в основі якої лежать чотири принципи: «Традиція», «Честь», «Дисципліна» та «Досконалість» («Tradition», «Honor», «Discipline» та «Excellence»). Однак самі учні дають інше визначення стовпам своєї (як вони її називають «пекельної») школи «Hellton»: «Пародія», «Жах», «Упадництво» та «Відстій» («Travesty», «Horror», «Decadence» та  «Excrement»).
З перших днів занять хлопці дивуються незвичайним методам навчання нового вчителя англійської мови Джона Кітінга (Робін Вільямс). Випускник Велтона, який вивчав англійську літературу у Кембриджі, й став вчителем. Новий вчитель починає викладання з полум'яної промови про їхню (учнів) невідворотну смерть, яка пояснює, що життя скороминуще, тому вони повинні дотримуватися принципу «carpe diem» (лат. «Лови день», тобто користуйся сьогоднішнім днем, лови мить – поетичний заклик римського поета Горація). Для демонстрації іншого погляду, Кітінг пропонує учням вилізти за вчителевий стіл, та провокує вирвати вступну шаблонізовану промову до їх поетичного підручника, у якому пояснюється математична формула, яка використовується для оцінювання поезії. Натомість пропонує створити власний стиль через вільні прогулянки у дворі, пошук власної індивідуальності. До себе пропонує звернення «О капітане! Мій капітане!». Методи Кітінга привертають увагу суворого директора, Гейла Нолана.
Дізнавшись, що Кітінг під час навчання у Велтоні був членом несанкціонованої Спілки мертвих поетів, Ніл відновлює клуб – разом з друзями вибирається з університетського містечка до печери, де читають вірші. Уроки Кітінга та їх участь у клубі заохочують їх жити своїм життям на власних умовах. Нокс переслідує Кріс Ноел, уболівальницю, яка зустрічається з Четом Денберрі, футболістом місцевої державної школи, чия родина дружить з його родиною.
Ніл проявляє зацікавленість до акторської майстерності та отримує роль Пака у місцевій постановці «Сон літньої ночі». Незважаючи на те, що його батько хоче, щоб він вступив до Гарварду, щоб вивчати медицину. Кітінг допомагає Тодду вийти зі шкаралупи та реалізувати власний потенціал, коли проводить із ним вправу на самовираження, у результаті чого той спонтанно складає вірш перед класом.
Чарлі публікує статтю в шкільній газеті від імені Спілки, в якій пропонує прийняти дівчат до Велтона. Нолан тисне на Чарлі, щоб змусити його розкрити, хто входить до Спілки мертвих поетів, але той чинить опір. Нолан також розмовляє з Кітінгом, попереджаючи його, що він повинен перешкоджати своїм учням ставити під сумнів авторитет. Кітінг напучує хлопців, попереджаючи їх, що потрібно оцінити всі можливі наслідки своїх дій.
Батько Ніла виявляє його участь у виставі та вимагає, щоб він відмовився від участі напередодні прем'єри. Після того, як Ніл бере участь у постановці, батько забирає його з Велтона та зараховує до військової академії. Не маючи жодної підтримки з боку матері та не в змозі пояснити, що відчуває батькові, Ніл покінчує життя самогубством.
Нолан розслідує смерть Ніла на прохання його батьків. Щоб уникнути покарання за власну участь у Спілці мертвих поетів, Кемерон звинувачує у смерті Ніла Кітінга та називає імена інших членів Спілки. На зустрічі із Чарлі, Кемерон закликає інших студентів дозволити Кітінгу взяти на себе провину. Між Чарлі та Кемероном стається сутичка, через яку його виключають. Кожного з хлопців викликають до кабінету Нолана, щоб підписати лист, який підтверджує неправдиві звинувачення Кемерона. Коли настає черга Тодда, він не бажає підписувати, але робить це під тиском батьків, у результаті чого Кітінга звільняють.
Нолан, який викладав англійську у Велтоні до того, як став директором, бере на себе курс англійської мови Кітінга з наміром дотримуватися традиційних правил Велтона. Кітінг перериває урок, щоб зібрати свої речі. Тодд зізнається Кітінгу, що хлопців залякали, щоб вони підписали лист, який вирішив його долю. Кітінг запевняє Тодда, що вірить йому. Нолан застосовує погрози. Незважаючи на це, Тодд встає на стіл та промовляє: «О капітане! Мій капітане!». Інші члени Спілки мертвих поетів (крім Камерона), а також кілька інших учнів у класі роблять те саме. Зворушений їхньою підтримкою, Кітінг з гордістю дякує хлопцям перед тим, як піти.

## У ролях
- Робін Вільямс — Джон Кітінг, вчитель англійської
- Роберт Шон Леонард — Ніл Перрі
- Ітан Гоук — Тод Ендерсон
- Джош Чарльз — Нокс Оверстріт
- Ґейл Гансен — Чарлі Далтон
- Ділан Кассман — Річард Кемерон
- Аллелон Руджеро — Стівен Мікс
- Джеймс Вотерстон — Джерард Піттс
- Норман Ллойд — доктор Гейл Нолан, директор Академії Велтона
- Кертвуд Сміт — Томас Перрі, батько Ніла
- Александра Пауерс — Кріс Ноел, вболівальниця в Ridgeway High, в яку закоханий Нокс
- Мелора Волтерс — Глорія
- Велкер Вайт — Тіна
- Леон Паунолл — Джордж Макаллістер, вчитель латини
- Джордж Мартін — доктор Хагер, вчитель математики
- Карла Белвер — місіс Перрі, матері Ніла
- Джейн Мур — місіс Денберрі
- Кевін Куні — Джо Денберрі, батько Чета та друг родини Нокса
- Колін Ірвінг — Чет Денберрі, футболіст Ridgeway High, хлопець Кріс
- Метт Кері — Курт Гопкінс, студент Велтона
- Джон Каннінгем — містер Ендерсон

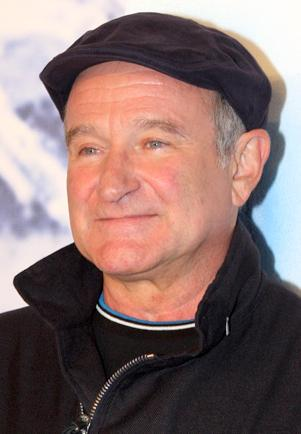
Робін Вільямс
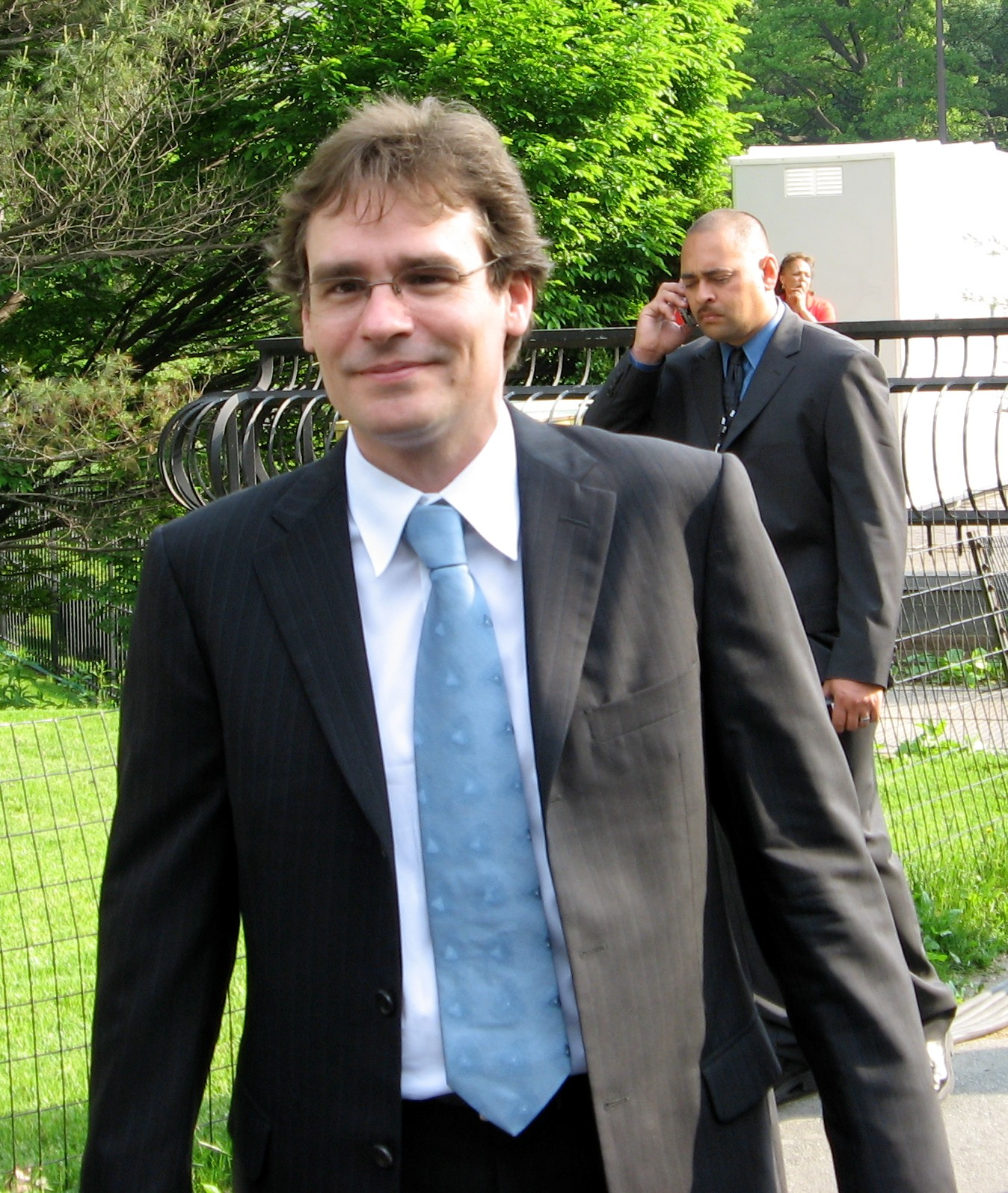
Роберт Шон Леонард
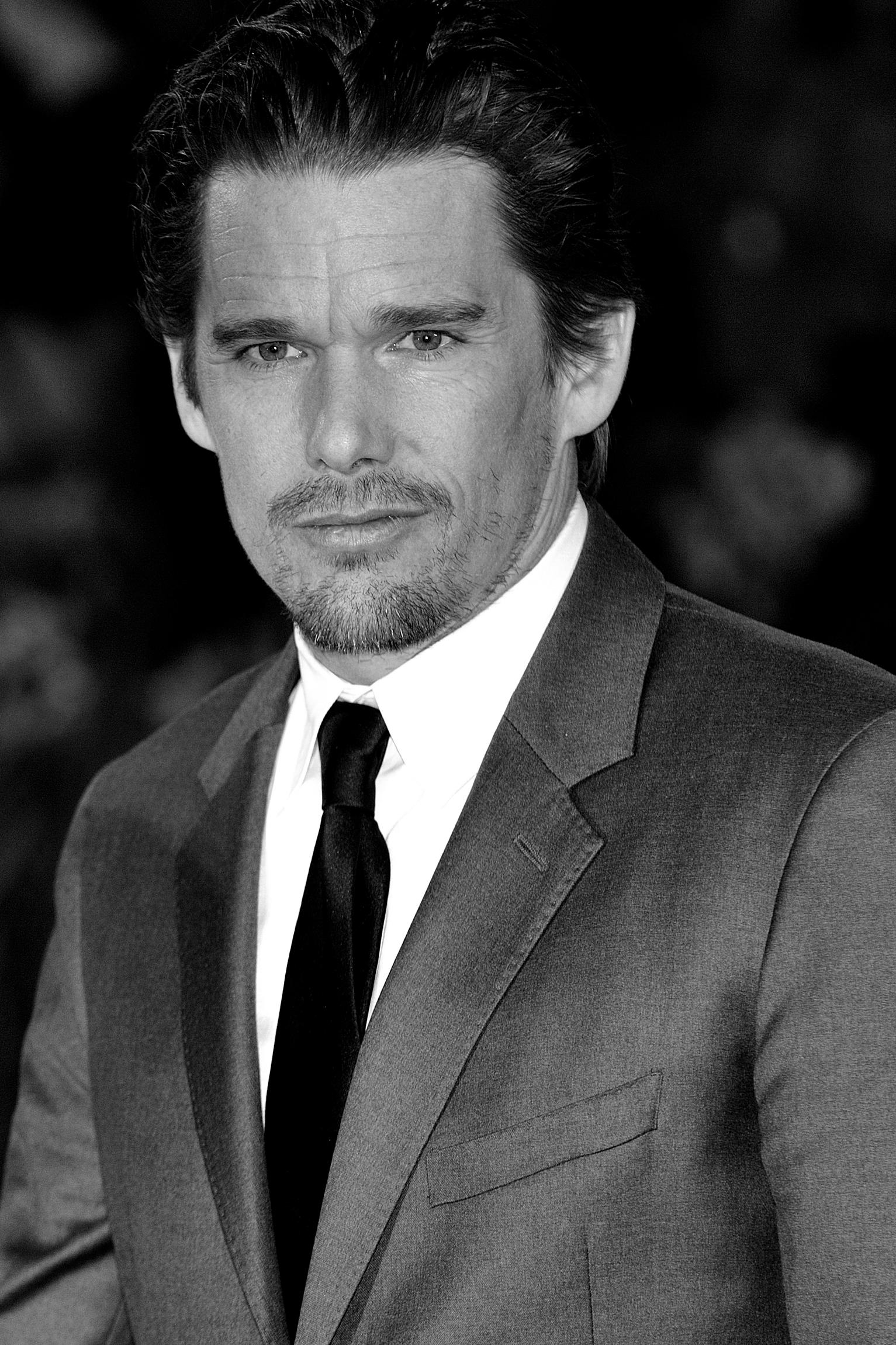
Ітан Гоук
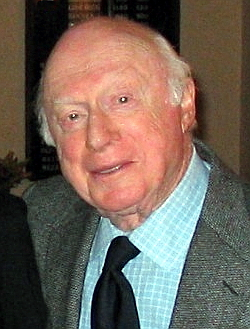
Норман Ллойд
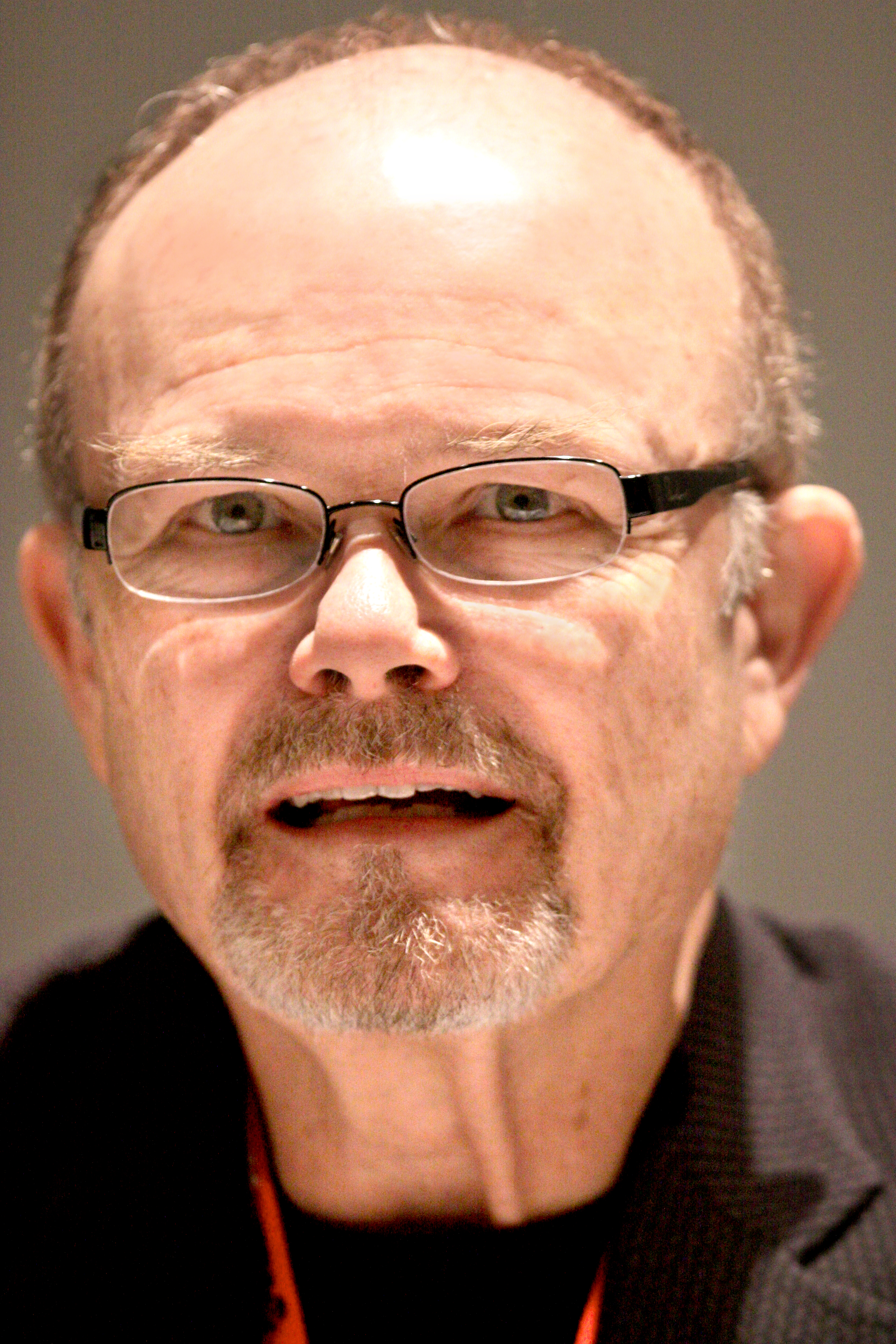
Кертвуд Сміт

## Виробництво

### Розробка
Оригінальний сценарій написав Том Шульман на основі власного досвіду в Академії Монтгомері Белла в Нашвіллі (штат Теннессі), зокрема зі своїм надихаючим учителем Семюелем Пікерінгом.
Початково режисером мав стати Джефф Кайн, а на роль Кітінга планувався Ліам Нісон. Іншими акторами, які розглядалися на роль, були Дастін Гоффман, Мел Гібсон, Том Генкс та Мікі Рурк. Робін Вільямс, який був кращим вибором «Touchstone Pictures», врешті-решт був обраний, але в перший день зйомок за межами Атланти Вільямс не з'явився, оскільки він не хотів працювати з Кайном. Студія спалила вже створені декорації та замінила Канью іншим режисером.
Наприкінці 1988 року Пітер Вір зустрівся із Джеффрі Катценбергом з «Walt Disney Pictures». Катценберг, який керував Touchstone, запропонував Віру прочитати сценарій Шульмана. Повертаючись до Сіднея, Вір був захоплений, й вже за шість тижнів повернувся до Лос-Анджелеса на проби головних героїв.
Згідно сценарія Шульмана Кітінг був хворий та повільно вмирав від лімфогранульоматоза, зі сценою. Рукопис містив його сцену на лікарняному смертному одрі. Вір це видалив, оскільки вважав це непотрібним, стверджуючи, що це зосередить увагу аудиторії на хворобі Кітінга, а не на тому, що він відстоював. Також не отримали свого продовження примітки Disney щодо перетворення пристрасті хлопців на танці, замість поезії, та варіант зміненої назви на «Sultans of Swing».

### Зйомки
Зйомки розпочалися у листопаді 1988 року, й завершилися січнем 1989-го. Основна частина фільмувалася у школі Св. Ендрю та театрі Еверетт у Міддлтауні (штат Делавер), а також у Нью-Каслі (штат Делавер), та у сусідньому Вілмінгтоні (штат Делавер). Сцени Кітінга в аудиторії були зняті в копії класу, побудованого на звуковій сцені у Вілмінгтоні. Під час зйомок Вір просив молодих акторів не використовувати сучасний сленг, навіть поза камерою.
Вір заклав півдня зйомок, щоб дозволити Вільямсу вільно використовувати свої навички комедійної імпровізації. Під час зйомок той багато жартував на знімальному майданчику.
Режисер планував знімати фільм у хронологічному порядку, щоб у реальному часі простежити за еволюцією дружніх зв'язків між різними героями фільму.

### Музика
Оригінальну музику до фільму створив французький композитор Моріс Жарр – це стала четвертою його співпрацею із Пітером Віром після «Року небезпечного життя» (1982), «Свідка» (1985) та «Берега москітів» (1986).
Перелік музичних тем
- Carpe Diem
- Ніл
- До печери
- Тріумф Кітінга
- Футбольне тренування

Окрім тем, створених Жарром, у фільмі звучить уривок з «Музики на воді» Георга Генделя, деякі твори Людвіга ван Бетховена, зокрема фінальну тему останньої частини 9-ї симфонії (Ода до радості), а також Імператорський концерт для фортепіано з оркестром.
У класі, підійшовши до своїх студентів, Джон Кітінг насвистує головну тему увертюри «1812 року» Петра Чайковського – славень «Боже, Царя храни», який був заборонений у Росії за часів комуністичного режиму. Дія фільму відбувається у 1959 році – період, коли відносини між США і СРСР були дуже напруженими.

### Вирізані сцени
Фільм двічі транслювався на канаді «CBS» протягом 1992 року (3 січня та 21 листопада) із 13 додатковими хвилинами зі сцен, вирізаних з фінальної версії. Зокрема, після перегляду вистави «Сон літньої ночі», в якій тріумфально зіграв Ніл Перрі, герої зустрічаються в печері, щоб відсвяткувати успіх свого товариша, якого тим часом батько забрав додому. До них приєднується Джон Кітінг. Згодом, під час танців на дворі Нокс та Кріс цілуються, що додатково підкреслює їх закоханість. Ця сцена мала бути паралельною до самогубства Ніла. Ще одним з вирізаних епізодів була розмова містера Кітінга із містером Перрі на похороні Ніла, під час якої той висловлює свої співчуття. Натомість батько Ніла покладає відповідальність за смерть свого сина саме на вчителя.

## Сприйняття

### Box office
Світові касові збори склали 235 860 579 доларів США, включно зі внутрішніми зборами у 95 860 116 доларів. Світові доходи фільму були п'ятими за величиною в 1989 році та найвищими для драматичних фільмів.

### Критика
На агрегаторі рецензій «Rotten Tomatoes» рейтинг фільму становить 84% на основі 61 рецензії із середнім балом 7,2/10. Серед відгуків є такий: : «Вражаюча гра молодого акторського складу та справді надихаюча гра Робіна Вільямса надають шкільній драмі Пітера Віра найвищі нагороди». На «Metacritic» фільм отримав 79 балів на основі 14 рецензій, із приміткою «загалом схвальних відгуків». Опитування глядачів «CinemaScore», дали фільму рідкісну оцінку «A+» за шкалою від A+ до F.
Рецензент «Вашингтон пост» назвав це «твердою, розумною розвагою» та похвалив Робіна Вільямса за «добре стриману акторську гру».
Вінсент Кенбі з «Нью-Йорк таймс» також похвалив «виключно чудову гру» Вільямса, написавши, що «Спільнота мертвих поетів… набагато менше про Кітінга, ніж про жменьку вразливих хлопців».
Полін Кейл не переконала у фільмі його «високоплановість», проте відмітила Вільямса. «Гра Робіна Вільямса більш витончена, ніж будь-що, що він робив раніше [–] він повністю, зосереджений там — [він] приголомшливо читає свої рядки, і коли імітує різних акторів, які декламують Шекспіра, у цьому немає зайвої клоунади; він талановитий вчитель, що демонструє свої вміння».
Рецензія Роджера Еберта для «Chicago Sun-Times» склала дві зірки з чотирьох. Критикував Вільямса за зіпсовану гідну драматичну гру, час від часу вдаючись до свого комічного амплуа, й поскаржився, що у фільмі, дія якого відбувалася у 1950-х роках, не було жодної згадки про сценаристів біт-покоління. Крім того, Еберт описав фільм як часто погано сконструйовану «збірку благочестивих банальностей... Фільм на словах віддає перевагу якостям і цінностям, від яких, як свідчить сам сценарій, він із задоволенням готовий відмовитися».
Під час номінації на «Оскар» «Сіскель та Еберт» і Джин Сіскел (який також дав неоднозначну оцінку фільму), і Еберт не погодилися з номінацією Вільямса на «Оскар». Еберт відмітив, що поміняв би Вільямса на Метта Діллона у «Аптечному ковбої», або на Джона К’юсака у «Скажи хоч щось». У спеціальному фільмі «Якби ми визначили переможців» у березні 1990 року Еберт обрав номінацію фільму як найгіршу номінацію року, вважаючи, що вона зайняла місце, яке могло б дістатися фільму Спайка Лі «Роби як треба».
Історик кіно Леонард Малтін писав: «Добре зроблено, надзвичайно добре зіграно, але також драматично очевидно та мелодраматично односторонньо. Тим не менш, сценарій Тома Шульмана отримав Оскар».
Джон Саймон в тексті для «National Review», сказав, що «Спільнота мертвих поетів» – найбільш нечесний фільм, який він бачив за певний час.

### Пам'ять
Після смерті Робіна Вільямса у серпні 2014 року, шанувальники його творчості за допомогою соціальних мереж віддати йому данину поваги, відтворивши фото та відео з фінальної сцени фільму «О капітане! Мій капітане!».

## Відзнаки
| Нагорода                                                 | Категорія                                               | Номінант                                               | Результат | Джерело |
| -------------------------------------------------------- | ------------------------------------------------------- | ------------------------------------------------------ | --------- | ------- |
| Оскар                                                    | Найкращий фільм                                         | Стівен Ґафт, Пол Джангер Вітт й Тоні Томас             | Номінація | [ 43 ]  |
| Оскар                                                    | Найкраща режисерська робота                             | Пітер Вір                                              | Номінація | [ 43 ]  |
| Оскар                                                    | Найкраща чоловіча роль                                  | Робін Вільямс                                          | Номінація | [ 43 ]  |
| Оскар                                                    | Найкращий оригінальний сценарій                         | Том Шульман                                            | Перемога  | [ 43 ]  |
| Премія Асоціації кінокритиків Аргентини                  | Найкращий іноземний фільм                               | Пітер Вір                                              | Номінація |         |
| Artios Awards                                            | За видатні досягнення в кастингу                        | Говард Фейер                                           | Перемога  | [ 44 ]  |
| Американське товариство композиторів, авторів і видавців | Найкращі касові фільми                                  | Моріс Жарр                                             | Перемога  |         |
| Асоціація критиків польських кінематографістів           | Найкращий іноземний фільм                               | Пітер Вір                                              | Перемога  |         |
| Премія БАФТА                                             | Найкращий фільм                                         | Стівен Ґафт, Пол Джангер Вітт, Тоні Томас та Пітер Вір | Перемога  | [ 45 ]  |
| Премія БАФТА                                             | Найкраща режисерська робота                             | Пітер Вір                                              | Номінація | [ 45 ]  |
| Премія БАФТА                                             | Найкраща чоловіча роль                                  | Робін Вільямс                                          | Номінація | [ 45 ]  |
| Премія БАФТА                                             | Найкращий оригінальний сценарій                         | Том Шульман                                            | Номінація | [ 45 ]  |
| Премія БАФТА                                             | Найкращий монтаж                                        | Вільям М. Андерсон                                     | Номінація | [ 45 ]  |
| Премія БАФТА                                             | Найкраща музика до фільму                               | Моріс Жарр                                             | Перемога  | [ 45 ]  |
| Британське товариство кінематографістів                  | Найкраща операторська робота в повнометражному кіно     | Джон Сіл                                               | Номінація | [ 46 ]  |
| Сезар                                                    | Найкращий фільм іноземною мовою                         | Пітер Вір                                              | Перемога  | [ 47 ]  |
| Премія Асоціації кінокритиків Чикаго                     | Найбільш перспективний актор                            | Роберт Шон Леонард                                     | Номінація | [ 48 ]  |
| Премія Давид ді Донателло                                | Найкращий іноземний фільм                               | Пітер Вір                                              | Перемога  |         |
| Премія Давид ді Донателло                                | Найкращий іноземний режисер                             | Пітер Вір                                              | Номінація |         |
| Премія Давид ді Донателло                                | Найкращий іноземний актор                               | Робін Вільямс                                          | Номінація |         |
| Премія Гільдії режисерів Америки                         | За видатну режисуру (повнометражний фільм)              | Пітер Вір                                              | Номінація | [ 49 ]  |
| Премія «Золотий Чак»                                     | Найкращий іноземний фільм                               | Пітер Вір                                              | Перемога  |         |
| Золотий глобус                                           | Найкращий фільм – драма                                 |                                                        | Номінація | [ 50 ]  |
| Золотий глобус                                           | Найкраща чоловіча роль — драма                          | Робін Вільямс                                          | Номінація | [ 50 ]  |
| Золотий глобус                                           | Найкраща режисерська робота                             | Пітер Вір                                              | Номінація | [ 50 ]  |
| Золотий глобус                                           | Найкращий сценарій                                      | Том Шульман                                            | Номінація | [ 50 ]  |
| Премія «Золотий екран»                                   |                                                         |                                                        | Перемога  |         |
| Гільдія німецьких художніх кінотеатрів                   | Найкращий іноземний фільм                               | Пітер Вір                                              | Перемога  |         |
| Премія Жозефа Плато                                      | Найкращий іноземний фільм                               |                                                        | Перемога  |         |
| «Юпітер»                                                 | Кращий міжнародний фільм                                | Пітер Вір                                              | Перемога  |         |
| «Юпітер»                                                 | Кращий міжнародний актор                                | Робін Вільямс                                          | Перемога  |         |
| Срібна стрічка                                           | Кращий іноземний режисер                                | Пітер Вір                                              | Перемога  |         |
| Національна рада рецензій                                | Десятка найкращих фільмів                               |                                                        | 6 місце   | [ 51 ]  |
| Премія Асоціації онлайн-фільмів і телебачення            | Зал слави                                               |                                                        | Inducted  | [ 52 ]  |
| Товариство політичного кіно                              | Нагорода «Демократія»                                   |                                                        | Перемога  |         |
| Премія Турецької асоціації кінокритиків                  | Найкращий іноземний фільм                               |                                                        | 6 місце   |         |
| Варшавський міжнародний кінофестиваль                    | Приз глядацьких симпатій                                | Пітер Вір                                              | Перемога  | [ 53 ]  |
| Нагорода Гільдії сценаристів Америки                     | Найкращий сценарій – написаний безпосередньо для екрану | Том Шульман                                            | Номінація | [ 54 ]  |
| Премія «Молодий художник»                                | Найкращий фільм – драма                                 |                                                        | Перемога  | [ 55 ]  |

Рейтинг Американського інституту кіномистецтва
- 100 найвідоміших цитат з американських фільмів за 100 років за версією AFI:
  - Репліка з фільму «Carpe diem. Не забувайте про день, хлопці. Зробіть своє життя незвичайним» була визнана 95-ю найкращою цитатою з фільму Американським інститутом кіно[56]
- 100 найбільш надихаючих американських фільмів за 100 років за версією AFI – #52[57]

## Вплив
За мотивами фільму Ненсі Х. Кляйнбаум написала роман «Спільнота мертвих поетів» (1989).
Під враженням від фільму колишній викладач технології у загальноосвітній школі Волтер Скоулд 2008 року створив «Спільноту мертвих поетів Америки», завданням якого визначив пошук місць покинутих поховань поетів США. До жовтня 2011 року Скоулд відвідав могили 225 американців, які колись були національною гордістю.

### Театральна версія
Театральну версію за мотивами фільму створили Том Шульман та режисер Джон Дойл. Прем'єра вистави відбулася на Оф-Бродвеї 27 жовтня 2016 року. Роль Джона Кітінга зіграв Джейсон Судейкіс, Ніла Перрі – Томас Манн, Гейла Нолана – Девід Гаррісон, Тод Ендерсон – Зейн Пейс, Кріс – Франческа Карпаніні, містера Перрі – Стівен Баркер Тернер, Нокса Оверстріта – Вілл Хохман, Чарлі Далтона – Коді Костро, Річарда Кемерона – Ярон Лотан, Стівена Мікса – Бабб Вайлер. Вистава йшла у репертуарі до 11 грудня 2016 року.
Постановка отримала неоднозначну рецензію. Критик Бен Брентлі («The New York Times») назвав п'єсу «тупою та м'якою» й розкритикував гру Судейкіса, посилаючись на відсутність у нього ентузіазму, коли він промовляв потужні репліки.
Театральну адаптацію фільму, написаного Томом Шульманом та режисером Франсіско Франко зіграли 2018 року у «Libanés Theater» (Мексика). У головній ролі виступив мексиканський актор Альфонсо Еррера.
Також за участі Тома Шульмана було зроблено адаптацію для німецького театрального фестивалю «Bad Hersfelder Festspiele». Прем’єру зіграли у липні 2021-го. Головну роль виконав Френсіс Фултон-Сміт.
Сцени з фільму «Спілка мертвих поетів» стали в основу «Кіноінтенсиву #21», який в Києві проводить Андрій Клименков. У квітні 2024 року на епізодах стрічки розбирали та створювали самобутні характери персонажів, відповідно до індивідуальності кожного актора (Іван Білаш, Олександр Громовий, Влад Мельникович, Миколай Володін, Дар'я Гузинець, Юлія Хамхіль, Анастасія Лесів, Юліана Сорокіна) під проводом режисера Анатолія Григор'єва.

### Цитування
Фінал фільму цитується в епізоді «Вступ до кіно» телесеріалу «Спільнота» (2009) та у скетчі «Суботнього вечора в прямому ефірі» (2016) – «Прощавай, містер Бантінг», де роль Вільямса зіграв Фред Армісен – епізод є значною мірою прямим відтворенням сцени, доки студент (Піт Девідсон) не був обезголовлений стельовим вентилятором, коли стрибнув на стіл. Персонаж Рот (18-а серія сьомого сезону «Останній день наших стосунків» серіалу «Школа виживання») описує відчуття, як один із молодих людей у фільмі, який хоче встати на свій стіл і вирвати сторінки книги. Персонаж Беверлі у серіалі «Голдберги» стає вчителем на заміну після перегляду фільму, а наприкінці серії її син виходячи з класу, стає на стілець й промовляє «О капітане, мій капітане». У епізоді серіалу «Los Serrano», де за сюжетом мають звільнити психолога Фернандо через скорочення бюджету, персонад Ґільє піднімається на парту, а за ним й інші учні, повторюючи «О, психолог, мій психолог» на знак підтримки звільненого.
Фраза «О капітане, мій капітане» зустрічається у 8 серії другого сезону серіалу «Агенти Щ.И.Т.» – нею вітає агент Тріплетт Коулсона; у грі «Destiny: Lords of Iron» квести з пошуку та усунення полеглих капітанів називаються «О капітане, мій капітане»; в епізоді мультсеріала «Сім'янин» героя Брайана наймають вчителем, й учні вітають його фразою «О капітане, мій капітане».
Стрічка «Спілка мертвих поетів» згадується у телефонній розмові героїні фільму «Три кольори: Червоний» Кшиштофа Кесьльовського (1994) – який вона подивилася у кінотеатрі. В епізоді «Робін 101» серіалу «Як я зустрів вашу маму» персонаж Барні його спершу цитує, а потім починає сперечатися з Тедом про те, наскільки він добрий. Назва епізоду «Dead Putting Society» серіалу «Сімпсони» є посиланням на фільм Пітера Віра – в розділі «Особлива Една» згадується, що цей фільм знищив покоління педагогів. Назва альбому «The Tortured Poets Department» американської співачки Тейлор Свіфт частково натхненна назвою фільму. Крім того, у відео на сингл «Fortnight» із зазначеного альбому у якості гостей з'являються актори Ітан Гоук (Тодд) та Джош Чарльз (Нокс). Форма студентів Академії Далтона у серіалі «Хор» є подібною до форми академії Велтон.
Перегуки з фільмом трапляються й за участі акторів. Так, актор Роберт Шон Леонард, який зіграв Ніла Перрі, у серіалі «Доктор Хаус» грає керівника відділу онкології Джеймса Вілсона, який хворів на рак. «Carpe diem» – промовляє до свого кращого друга Грегорі Хаус. «Насолоджуйся моментом» вигукує один із «загублених хлопців» Тутлз Робіну Вільямсу у фільмі «Капітан Гак».